# فریدا لی مک
فریدا لی مک (انگلیسی: Freida Lee Mock) یک فیلم‌نامه‌نویس، تهیه‌کننده و کارگردان اهل ایالات متحده آمریکا است. وی همچنین برنده جوایزی همچون جایزه اسکار بهترین فیلم مستند برای فیلم مایا لین: چشم‌اندازی واضح و محکم شده است.